# Альошкіне серце (оповідання)
«Альошкіно серце» (рос. Алёшкино сердце)  ― оповідання російського радянського письменника Михайла Олександровича Шолохова, написаний у 1925 році.

## Історія публікації
Оповідання «Альошкіно серце» вперше опубліковано в Журналі селянської молоді», 31 березня 1925 р., № 5, під заголовком «Альоша». У тому ж році (1925) вийшов окремим виданням (М.; Л.: Госиздат) під заголовком «Альошкіно серце». Входив до авторські збірники «Донські розповіді», вид. «Нова Москва», М. 1926 і «Лазурова степ. Донські розповіді. 1923-1925» (1931).
В 1925-1931 роки було опубліковано чотири варіанти твори, котрі відрізнялись обсягом, композицією і фінальною частиною. В «Журналі селянської молоді» ― скорочений варіант тексту, де повністю відсутні історії загибелі сім'ї Олешки і опису героя, який у фіналі стає комсомольцем. Купейні фрагменти відновлені автором в окремому виданні оповідання 1925 року. У збірнику «Донські оповідання» (1926) твір закінчувалося трагічно, загибеллю Олексія Попова. У збірнику "Лазурова степ. Донські розповіді. (1931) передрукований скорочений варіант тексту «Журналу селянської молоді», який знаходився кінцем. Для Зібрання творів письменника вибрано текст окремого видання 1925 року.

## Сюжет
В оповіданні намальовані страшні, натуралістично-правдиві картини голоду на Дону, в результаті якого гине вся сім'я головного героя. Уособлення нелюдяності і жорстокості постає у творі моторошний образ сусідки Макарчихи, від руки якого гине одна з сестер Олешки. Сам він, дивом вижив, наймається в найми до станичному багатію, але справжнім рятівником хлопчика стає політком Синіцин. Йому-то і повідомляє герой про розмову, почуте вночі в будинку господаря, попереджає про майбутній нальоту банди на станицю. Беручи участь в бою червоноармійців з бандитами, Альошка здійснює подвиг, рятуючи жінку з дитиною. Головну рису характеру героя ― доброту, якої вмотивовані в кінцевому підсумку все його вчинки, Шолохов пов'язав з виглядом персонажа:
|  | У Олешки зуби рідкі й великі, і серце в Олешки простацьку, зроду ні на кого не серчал, ― реалізуючи в цьому народну прикмету: "Рідкісні зуби ― добрий чоловік. |

## Реальні події і прототипи
У творі знайшли відображення реальні події, пов'язані з долею родини Крамсковых з станиці Каргинской. Федір Дмитрович Крамсков, учасник першої світової війни, під час Вешенского повстання покликаний в повстанську армію і відступив з Донський армією на Кубань, додому не повернувся. Його дружина, Мотря Михеевна, померла від тифу у 1921 році під час голоду, викликаного посухою. Від голоду померли троє її дітей. Дочка Тасю до смерті забила сусідка Макарьевна(або Макарчиха); вона ж ледь не вбила сина Крамсковых, Олексія, піймавши на крадіжці у своєму погребі. За повідомленням Р. Я. Сивоволова, Олексій Крамсков, який став прототипом головного героя оповідання Олексія Попова, говорив, що це про нього Шолохов, «прописав», однак соромився визнавати, що він залазив до Макарчихе в льох. Джерелом образу политкома Синіцина також послужила реальна особа ― Василь Меньков, політком, потім зав. каргинской заготконторой № 32, де з вересня 1921 року по лютий 1922 року служив М. А. Шолохов. Про долю сім'ї Крамсковых майбутній письменник міг знати як від самого Олексія Крамскова, так і від його старшої сестри Марфи, деякий час після смерті матері жила в будинку батьків Шолохова.

## Персонажі
- Альошка (Олексій Попов) ― головний герой оповідання, 14 років, сирота. Безвісти пропав батько, мати і дві сестри гинуть під час голоду. Допомагає загону червоноармійців захопити напали на станицю бандитів, рятує жінку і дитину.

- Анисимовна ― мати Олешки, вмирає від голоду.

- Двоє в шинелях ― безіменні учасники банди, відвідати вночі господаря Олешки Івана Алексєєва.

- Іван Алексєєв ― хутірський багатій, до якого «за харч» наймається Альошка після смерті рідних. Допомагає банді проникнути в станицю.

- Червоноармійці ― безіменні червоноармійці з загону, який захопив банду.

- Макарчиха ― багата сусідка Олешки, «баба ядренная і зла». Вбиває старшу сестру героя Польку, до смерті б'є самого Сина, який забрався до неї в льох.

- Нюратка ― «молодша, чорноока» сестра Олешки, помирає «об'ївшись волокнистого м'яса» дохлого коня.

- Полька ― старша сестра Олешки, вбита сусідкою Макарчихой з з'їдені «пісні щі».

- Синіцин ― політком, бере активну участь у долі головного героя.

- Сусід ― безіменний сусід Івана Алексєєва, докоряє останнього за нещадну експлуатацію Олешки.

- Сусідський хлопчина ― безіменний персонаж, повідомляє Альошки про те, що його мертву Нюратку вирили собаки з канави.

- Господиня ― безіменна дружина Івана Алексєєва.

- Господарська невістка ― безіменна невістка Івана Алексєєва.